# Igreja Matriz de São Brás de Alportel
A Igreja Matriz de São Brás de Alportel, igualmente conhecida como Igreja Paroquial de São Brás de Alportel, é um edifício religioso no concelho de São Brás de Alportel, no Distrito de Faro, em Portugal.

## Caracterização
O edifício foi erigido nos princípios do Século XVI, tendo sido reconstruído pouco tempo depois, em 1554. Com estas obras ganhou uma nova configuração, de três naves com cinco tramos. Sofreu várias alterações posteriores, tendo sido danificado no Sismo de 1755, e ampliado no século XIX. No interior, destacam-se as colunas, de ordem toscana, os retábulos neoclássicos na capela-mor e no baptistério, e um no estilo rocaille, na capela do Senhor dos Passos. Também possui várias imagens do Século XVIII, retratando São Libório, Santa Eufémia, São José, Nossa Senhora do Rosário e o Arcanjo São Miguel.